# Francesco Nuti

I Giancattivi nel 1977, da sinistra Alessandro Benvenuti, Francesco Nuti e Athina Cenci

Francesco Nuti (Firenze, 17 maggio 1955 – Roma, 12 giugno 2023) è stato un attore, regista, sceneggiatore, produttore cinematografico e cantante italiano.

## Biografia
Nacque a Firenze, in via Ottavio Rinuccini, il 17 maggio del 1955, figlio di Renzo Nuti, barbiere originario del Mugello, e di Anna Giglio, originaria di Crotone. Ha un fratello maggiore, Giovanni, medico, musicista e compositore. Trascorse i suoi primi anni di vita nel capoluogo toscano, per poi trasferirsi, a causa del lavoro del padre, a Narnali, una frazione di Prato. Nel 1974 consegue la maturità presso l'istituto "Tullio Buzzi" di Prato.

### Esordi
Muove i suoi primi passi nel mondo dello spettacolo — seppur amatorialmente — quando è ancora studente, portando in scena diversi monologhi scritti di suo pugno e proseguendo con una certa assiduità anche dopo essere stato assunto come operaio presso un'impresa tessile di Prato. Sul finire degli anni settanta, diviene membro del trio cabarettistico dei Giancattivi – gruppo già composto da Alessandro Benvenuti e Athina Cenci – in sostituzione di Antonio Catalano, il quale era già entrato nel gruppo come sostituto di Franco Di Francescantonio, a sua volta sostituto dell'originario componente del trio Paolo Nativi. In quegli anni, i Giancattivi partecipano a trasmissioni di grande successo, come la radiofonica Black Out e la televisiva Non stop. Il trio, dietro la regia dello stesso Benvenuti, compie poi il suo esordio cinematografico nel 1981, con il film Ad ovest di Paperino, che ripropone parte del repertorio storico del gruppo.
Nel 1982 abbandona il trio, che di lì a tre anni si scioglierà definitivamente, ed inizia una carriera cinematografica "solista", prendendo parte, in veste di sceneggiatore ed interprete protagonista, ad alcuni film diretti da Maurizio Ponzi: Madonna che silenzio c'è stasera (1982), Io, Chiara e lo Scuro (1983) e Son contento (1983), che gli conferiscono una certa notorietà, in particolar modo il ruolo di Francesco Piccioli, presente nella seconda delle tre pellicole, con cui si aggiudica il David di Donatello ed il Nastro d'argento come migliore attore protagonista.

### Carriera da regista

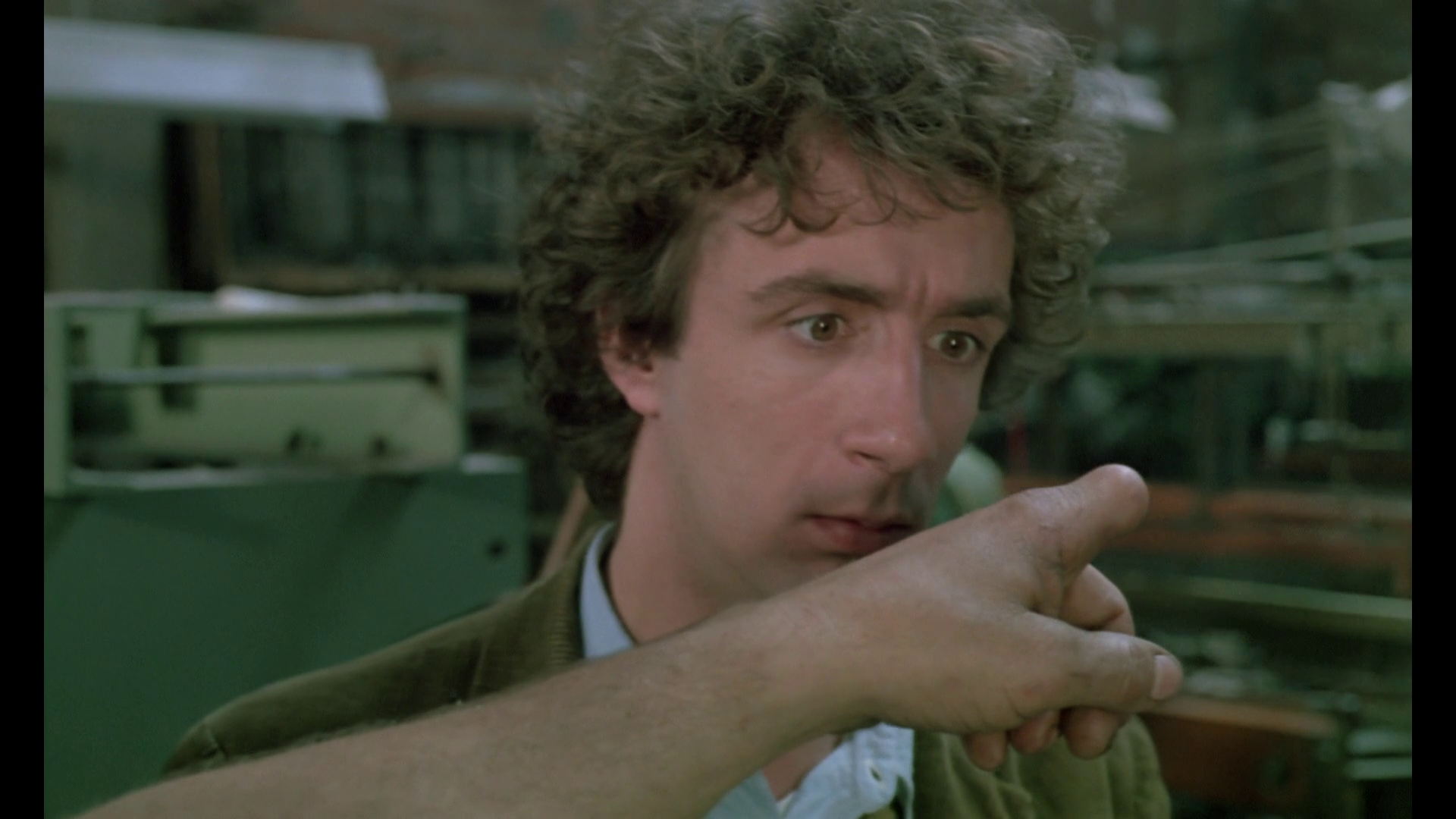
Francesco Nuti nel film Madonna che silenzio c'è stasera (1982)

Dopo l’esperienza con i Giancattivi e i primi lavori televisivi, Francesco Nuti intraprese una brillante carriera solista che lo consacrò come uno degli attori e registi più amati del cinema italiano degli anni Ottanta. Il suo debutto da protagonista avvenne nel 1982 con Madonna che silenzio c’è stasera’, diretto da Maurizio Ponzi, in cui interpretava un giovane toscano disilluso, immerso in una provincia sospesa tra comicità e amarezza. Sempre nello stesso anno, con Io, Chiara e lo Scuro, vestì i panni di Francesco Piccioli, un talentuoso giocatore di biliardo: il ruolo gli valse un David di Donatello e un Nastro d’Argento come miglior attore protagonista, confermando le sue doti interpretative e il suo stile inconfondibile, capace di fondere ironia e malinconia.

Francesco Nuti in una scena di Tutta colpa del paradiso (1985)

Nel 1983 tornò a collaborare con Ponzi in Son contento, nel quale interpretava un attore teatrale alle prese con una profonda crisi personale. Anche per questa prova ottenne il David di Donatello come miglior attore protagonista. Forte del successo ottenuto, Nuti esordì alla regia nel 1985 con Casablanca, Casablanca, film che riscosse ampio consenso di pubblico e critica, aprendo un nuovo capitolo della sua carriera. Lo stesso anno, con Tutta colpa del paradiso, affrontò il delicato tema del rapporto tra padre e figlio, confermandosi regista sensibile e narratore autentico di storie intime e quotidiane.
Negli anni successivi firmò alcuni dei suoi lavori più celebri, come Stregati (1986), ambientato in una suggestiva Genova notturna e condiviso sullo schermo con Ornella Muti, e Caruso Pascoski di padre polacco(1988), in cui portò al cinema una commedia dall’umorismo surreale e introspettivo. Chiuse il decennio con Willy Signori e vengo da lontano (1989), una commedia dai toni più drammatici incentrata sui temi della perdita e della rinascita. Anche negli anni Novanta continuò a riscuotere successo con Donne con le gonne (1991), commedia satirica sulle dinamiche di coppia che confermava la sua vena brillante e il suo carisma sullo schermo.
Nello stesso periodo si dedica anche alla musica. Nel 1988 partecipa al Festival di Sanremo con la canzone Sarà per te, in seguito incisa anche da Mina, e, duettando con Mietta, col brano Lasciamoci respirare, composto dal cantautore Biagio Antonacci ed inciso poi nel 1992.

### Anni novanta e duemila
Nel 1994, dopo una lunga e travagliata produzione, realizza l'ambizioso OcchioPinocchio, che però non incontra i favori del pubblico e della critica, rivelandosi un cocente flop. Tenta pertanto di riprendere il filone che aveva decretato il suo grande successo, ma non riesce a ripeterne i fasti: Il signor Quindicipalle (1998), Io amo Andrea (2000) e Caruso, zero in condotta (2001) ottengono tiepidi consensi ai botteghini, non paragonabili ai successi degli anni precedenti.
Negli anni successivi comincia a soffrire di depressione, ha gravi problemi di alcolismo e tenta il suicidio. Nel 2005 è protagonista del film Concorso di colpa, poliziesco diretto da Claudio Fragasso, in cui veste i panni dell'ispettore Francesco De Bernardi, impegnato in un intricato delitto legato al caso Moro. È il suo ultimo film. Il 12 maggio 2006 è protagonista di un'intervista a Radio 24 da parte di Giuseppe Cruciani, che viene interrotta anticipatamente a causa del suo stato di forte alterazione.

### L'incidente
Alla vigilia del suo ritorno sul set, il 3 settembre 2006, entra in coma a causa di un ematoma cranico dovuto a un incidente domestico (una caduta dalle scale), e viene ricoverato e operato d'urgenza alla testa presso il policlinico Umberto I di Roma. Pare che sia violentemente precipitato dalle scale della propria abitazione. Il successivo 24 novembre esce dal coma e viene trasferito nell'ospedale Versilia di Lido di Camaiore, centro specializzato nella riabilitazione neuromotoria. Nel maggio del 2007 alcuni organi di stampa danno la notizia di un miglioramento e prospettano la possibilità che torni a camminare. Ai primi di giugno del 2008 l'ex compagna Annamaria Malipiero, da cui aveva avuto la figlia Ginevra nel 1999, comunica che l'attore è uscito dall'ospedale e continua la riabilitazione. Nel febbraio del 2009 il fratello Giovanni rilascia un'intervista al quotidiano fiorentino La Nazione, annunciando il suo ritorno a casa.

### Gli ultimi anni lontano dalle scene e la morte
Nel maggio del 2009, durante la presentazione del saggio di Matteo Norcini Francesco Nuti. La vera storia di un grande talento, suo fratello Giovanni dichiarò che con Francesco aveva iniziato a scrivere una raccolta di versi, intitolata Poesie raccolte. Nel giugno del 2009 gli venne dedicata dalla Cineteca Nazionale una retrospettiva alla Sala Trevi di Roma. Un documentario a lui dedicato, intitolato Francesco Nuti... e vengo da lontano, che venne presentato al Festival Internazionale del Film di Roma 2010, rivelava, tra le altre cose, lo stato di salute dell'attore e regista toscano: costretto su una sedia a rotelle e muto dal giorno dell'incidente. Nell'occasione, il fratello affermò di sentire «un sentimento nuovo e forte: il compito di ridare voce a mio fratello, compito impossibile per il medico». Il 18 novembre 2010 Nuti riapparve in pubblico, al cinema Eden di Prato, in occasione della presentazione del CD Le note di Cecco, realizzato dal fratello Giovanni e Marco Baracchino. Il seguente 29 novembre tornò ad apparire in TV, dopo quattro anni di assenza, come ospite della trasmissione di Rai 2 I fatti vostri. In quell'occasione apparvero evidenti i danni neurologici conseguenti all'incidente, tra cui l'incapacità di parlare e di muoversi: in una lettera scritta dal fratello Giovanni, che idealmente dava voce ai pensieri di Nuti, affermava la sua tenacia nel continuare a vivere. Il 16 gennaio 2011 fu poi ospite della trasmissione di prima serata di Canale 5 Stasera che sera!, condotta da Barbara D'Urso; la presenza dell'attore suscitò parecchie critiche, contribuendo in parte alla successiva chiusura della trasmissione, poiché - stando ai critici - la conduzione non avrebbe esitato a spettacolarizzare lo stato di forte debilitazione dell'artista.
Il 29 settembre 2011 venne data alle stampe dalla Rizzoli la biografia Sono un bravo ragazzo - Andata, caduta e ritorno, a cura del fratello Giovanni Nuti. Il 17 maggio 2012, in occasione del 57º compleanno dell'attore e regista toscano, debuttò la trasposizione teatrale del libro, Sono un bravo ragazzo, diretta da Milo Vallone ed interpretata da Francesco Epifani. Nel 2013 venne pubblicato sul web il video musicale Olga tu mi fai morir, canzone scritta da suo fratello Giovanni ed ispirata a lui, cantata da Niki La Rosa e proposta, ma scartata, per la 63º edizione del Festival di Sanremo. L'11 maggio 2014 partecipò ad una festa organizzata per il suo 59º compleanno dagli amici di sempre, quali Leonardo Pieraccioni, Carlo Conti, Giorgio Panariello e Marco Masini, al Mandela Forum di Firenze, alla quale parteciparono circa 7.000 persone. Il 5 agosto 2014 andò in scena lo spettacolo teatral musicale Francesco Nuti - Andata, caduta e ritorno, per la regia del romano Valerio Groppa. Lo spettacolo, tratto dalla sua biografia, fu interpretato dall'attore e cantautore pratese Nicola Pecci, accompagnato da un'orchestra di cinque elementi, diretta dal chitarrista livornese Marco Baracchino prodotto EcoFrames di Matteo Cichero. Nel 2015 presenziò e venne premiato al Sorridendo Film Festival condotto da Claudio Lippi.
Il 21 settembre 2016, Nuti venne nuovamente ricoverato in gravissime condizioni presso il CTO di Firenze a seguito di un'altra caduta con emorragia cerebrale. Successivamente, venne ospitato in una clinica specializzata della capitale. Nel luglio del 2017, la figlia Ginevra Nuti, raggiunta la maggiore età, si offrì di fargli da tutrice legale, affermando in un'intervista al Corriere della Sera: «Francesco è e sarà sempre il mio papà anche se non può più parlare, muovere le mani e camminare ed è giusto che mi occupi di lui». Il 7 dicembre del 2019 ricevette il Premio Internazionale Vincenzo Crocitti 2019 "Alla carriera", ritirato per l'occasione dalla figlia, il primo riconoscimento alla carriera assegnatogli nella sua carriera cinematografica.
Morì a Roma, presso la clinica Villa Verde, il 12 giugno 2023, all'età di 68 anni. I funerali sono stati celebrati tre giorni dopo, in forma privata, nella basilica di San Miniato al Monte di Firenze. Le sue spoglie riposano al cimitero delle Porte Sante.

## Filmografia

### Attore
- Ad ovest di Paperino, regia di Alessandro Benvenuti (1981)
- Madonna che silenzio c'è stasera, regia di Maurizio Ponzi (1982)
- Io, Chiara e lo Scuro, regia di Maurizio Ponzi (1982)
- Son contento, regia di Maurizio Ponzi (1983)
- Sant'Analfabeta, episodio di Sogni e bisogni, regia di Sergio Citti – miniserie TV (1985)
- Casablanca, Casablanca, regia di Francesco Nuti (1985)
- Tutta colpa del paradiso, regia di Francesco Nuti (1985)
- Stregati, regia di Francesco Nuti (1986)
- Caruso Pascoski (di padre polacco), regia di Francesco Nuti (1988)
- Willy Signori e vengo da lontano, regia di Francesco Nuti (1989)
- Donne con le gonne, regia di Francesco Nuti (1991)
- OcchioPinocchio, regia di Francesco Nuti (1994)
- Il signor Quindicipalle, regia di Francesco Nuti (1998)
- Io amo Andrea, regia di Francesco Nuti (2000)
- Caruso, zero in condotta, regia di Francesco Nuti (2001)
- Concorso di colpa, regia di Claudio Fragasso (2005)

### Sceneggiatore
- Madonna che silenzio c'è stasera, regia di Maurizio Ponzi (1982)
- Io, Chiara e lo Scuro, regia di Maurizio Ponzi (1983)
- Son contento, regia di Maurizio Ponzi (1983)

### Regista e sceneggiatore
- Casablanca, Casablanca (1985)
- Tutta colpa del paradiso (1985)
- Stregati (1986)
- Caruso Pascoski (di padre polacco) (1988)
- Willy Signori e vengo da lontano (1989)
- Donne con le gonne (1991)
- OcchioPinocchio (1994)
- Il signor Quindicipalle (1998)
- Io amo Andrea (2000)
- Caruso, zero in condotta (2001)

### Produttore
- Maramao, regia di Giovanni Veronesi (1987)
- Benvenuti in casa Gori, regia di Alessandro Benvenuti (1990)
- Io amo Andrea, regia di Francesco Nuti (2000)
- Caruso, zero in condotta, regia di Francesco Nuti (2001)

### Documentari
- Nuti alla meta, regia di Adelmo Togliani (2003)
- Francesco Nuti... e vengo da lontano, regia di Mario Canale (2010)
- Ti vogliamo bene Francesco Nuti, regia di Enio Drovandi (2021)

## Discografia

### Discografia solista

#### Album
- 1979 – Un giorno come tanti altri (City Record, C 1032, LP)

#### Raccolte
- 1989 – Tutte le canzoni dei film di Nuti (Cinevox, LP)
- 2006 – Starnuti (Sony BMG, CD)
- 2010 – Le note di Cecco (Sony BMG, CD)

#### Singoli
- 1982 – Madonna che silenzio c'è stasera/Puppe a pera (Lupus, LUN 4936, 7")
- 1983 – Son contento/Trocadero bar (CBS, A 3890, 7")
- 1988 – Sarà per te/Santo Domingo (Jusca, MRM 48001, 7")
- 1988 – Puppe a pera/Giulia (Cinevox, MDF 147, 7")
- 1991 – duetto con Roberto Vecchioni nel brano Quelli belli come noi, contenuto nell'album di Roberto Vecchioni Per amore mio
- 1992 – duetto con Mietta nel brano Lasciamoci respirare, contenuto nell’album di Mietta Lasciamoci respirare

### Discografia con i Giancattivi
- 1978 – AA.VV. Non Stop (CGD, CGD 20111, LP)
- 1980 – AA.VV. Ridendo e scherzando che male ti fo (Record Bazaar, RB 250, LP)

## Riconoscimenti
- David di Donatello
  - 1983 – Migliore attore protagonista per Io, Chiara e lo Scuro
  - 1984 – Candidatura al migliore attore protagonista per Son contento
  - 1985 – Candidatura al miglior regista esordiente per Casablanca, Casablanca
  - 1985 – Migliore attore protagonista per Casablanca, Casablanca
  - 1986 – Candidatura al migliore attore protagonista per Tutta colpa del paradiso
- Nastro d'argento
  - 1983 – Migliore attore protagonista per Io, Chiara e lo Scuro
  - 1983 – Candidatura al migliore soggetto per Io, Chiara e lo Scuro
  - 1989 – Candidatura al regista del miglior film per Caruso Pascoski (di padre polacco)
- Ciak d'oro
  - 1986 – Miglior attore protagonista per Tutta colpa del paradiso[29]
- EuropaCinema
  - 2005 – Premio EuropaCinema speciale "Bentornato Francesco"
- Globo d'oro
  - 1984 – Miglior attore rivelazione per Io, Chiara e lo Scuro
  - 1985 – Miglior opera prima per Casablanca, Casablanca
  - 2023 – Globo d'oro alla carriera (postumo)

- Grolla d'oro
  - 1983 – Miglior attore esordiente per Io, Chiara e lo Scuro
- Premio Vittorio De Sica
  - 1983 – Premio Vittorio De Sica, Sezione "cinema italiano"

### Altri premi
- 1986 – Medaglia d'oro del Comune di Roma
- 2019 – Premio Vincenzo Crocitti International alla carriera